# Division No 9 (Manitoba)
Pour les articles homonymes, voir Division No 9.
La division No 9 est une des divisions de recensement du Manitoba (Canada).

## Liste des municipalités

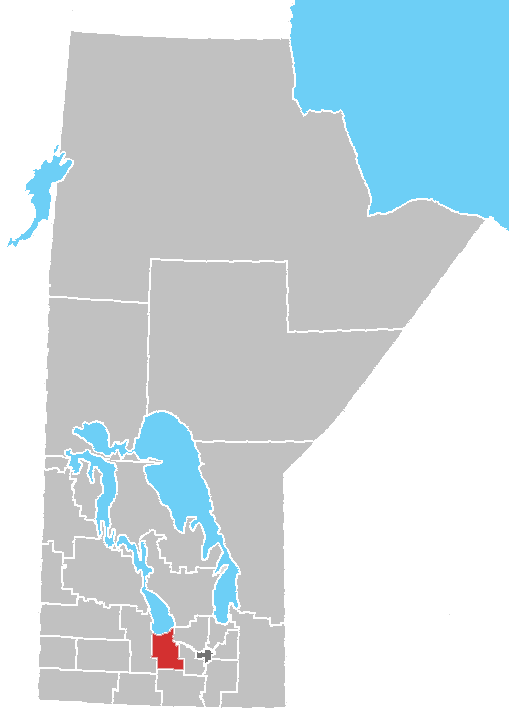
Localisation de la Division No 9

Municipalité rurale
- Grey (en)
- Portage la Prairie (en)

Ville (City)
- Portage la Prairie

Village
- Saint-Claude

Réserve indienne
- Dakota Plains 6A (en)
- Dakota Tipi 1
- Long Plain (Part) 6 (en)